# 克雷格·斯蒂芬·法勒
克雷格·斯蒂芬·法勒（英語：Craig Stephen Faller；1961年—）是前美国海军上将，已於2021年退役。

## 生平
1961年，克雷格·斯蒂芬·法勒出生在美国宾夕法尼亚州克拉里恩县。1983年，克雷格·斯蒂芬·法勒在美国海军学院取得了系统工程理学学士学位；1990年，克雷格·斯蒂芬·法勒在海军研究生院取得国家安全事务（战略规划）硕士学位。
在海上，克雷格·斯蒂芬·法勒在南卡罗来纳号巡洋舰上任反应堆电气部门官员、电气官员和反应堆培训助理；彼得森号驱逐舰作战官；企业号航空母舰站长，以及约翰·汉考克号驱逐舰执行官。作为斯特西姆号驱逐舰的指挥官，他奉命部署到波斯湾参加海上拦截行动，以支持联合国对伊拉克的制裁。克雷格·斯蒂芬·法勒以“希洛”号导弹巡洋舰的指挥官身份访问印度尼西亚时，他帮助了印度尼西亚海啸的受害者。作为第3航母打击组指挥官，克雷格·斯蒂芬·法勒奉命部署到中东，支持新黎明行动（伊拉克）和持久自由军事行动（阿富汗）。
在岸上，克雷格·斯蒂芬·法勒出任美国海军部长立法事务负责人；海军作战部副部长（计划、政策和作战）；美国参议员泰德·肯尼迪的助理；水面核军官项目负责人和海军人事司令部司令；海军作战司令部行政助理；海军征兵司令部司令；美国印度洋－太平洋司令部司令兼美国中央司令部司令行政助理；美国中央司令部行动主任。2018年11月26日，克雷格·斯蒂芬·法勒接替库尔特·蒂德出任美国南方司令部司令。
2021年3月16日，克雷格·斯蒂芬·法勒在美国参议院听证会上宣称：“来自中国的威胁已经逼近美国边境，这给国家安全造成了严重影响。”

## 奖章和勋章
|             |                         |             |
|             |                         |             |
|             | Bronze oak leaf cluster |             |
|             |                         |             |
|             |                         |             |
| Bronze star |                         | Bronze star |
|             |                         |             |
|             | Silver star             |             |
|             |                         |             |
|             |                         |             |
|             |                         |             |